# Collegiale Notre-Dame de Villeneuve-lès-Avignon
La collégiale Notre-Dame è una chiesa collegiale francese sita nel comune di Villeneuve-lès-Avignon, dipartimento di Gard.

## Storia

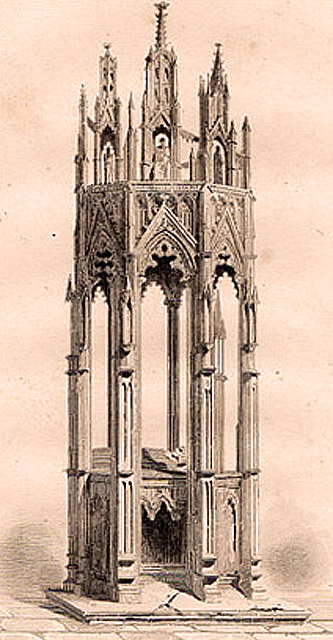
Tomba del cardinale Arnaldo de Via nella Collegiale Notre-Dame de Villeneuve-lès-Avignon. Incisione originale su acciaio, disegnata da Guillaumot, incisa da Lemaitre. 1845

La chiesa di Notre-Dame de Villeneuve-lès-Avignon fu eretta nel XIV secolo in stile gotico. I lavori ebbero inizio nel 1314 e la chiesa venne consacrata il 1 giugno 1933 da papa Giovanni XXII Il nipote di papa Giovanni XXII, cardinale Arnaldo de Via, ottenne dal papa l'autorizzazione a fondare una collegiata di canonici collegati alla nuova chiesa. Nel 1362 fu eretto il campanile grazie alla concessione di nuovi fondi ai canonici da parte del re di Francia Giovanni II. La chiesa fu ristrutturata nel 1426 e riconsacrata.
Alla chiesa è collegato un chiostro, addossato alla parete nord, a servizio di altri fabbricati eretti dai canonici. La collegiata dei canonici fu soppressa dalla rivoluzione e la chiesa divenne la parrocchia di Villeneuve.
La chiesa contiene numerose opere d'arte, tra cui la tomba del cardinale Arnaldo de Via, fondatore della collegiata, e la celebre Pietà de Villeneuve, il cui originale è tuttavia oggi al museo del Louvre, mentre nella chiesa rimane una copia.
La chiesa con il suo chiostro è stata classificata monumento storico di Francia nel 1862.